# Parroquia Monseñor Argimiro García
La Parroquia Monseñor Argimiro García  o simplemente Monseñor Argimiro García es una de las 8 divisiones administrativas (parroquias civiles) en las que se encuentra organizado el Municipio Tucupita en el norte del Estado Delta Amacuro, al este del país sudamericano de Venezuela

## Historia
El territorio fue explorado y colonizado por los españoles y formó parte de la Capitanía General de Venezuela desde 1777. En la Venezuela independiente formó parte del Cantón Piacoa entre 1830 y 1856. Entre 1884 y 1991 formó parte del Territorio Federal Delta Amacuro siendo también parte del Distrito Tucupita  y desde 1992 el sector es una de las parroquias del Estado Delta Amacuro.
La parroquia debe su nombre a Argimiro Álvaro García Rodríguez, religioso católico de origen español (León) que dedicó toda su vida al trabajo en la región impulsando obras como la construcción y dotación de la Catedral de Tucupita y quien falleciera en la ciudad de Caracas en 1991. El fue además el primer obispo del Vicariato Apostólico de Tucupita creado por el Papa Pio XII en 1955.

## Geografía
El territorio es una de la parroquias más pequeñas del Municipio Tucupita, tiene una superficie de 28 630 hectáreas o 286,3 kilómetros cuadrados. Posee una población de 18 159 habitantes según estimaciones de 2018. Su capital es la localidad de  Delfín Mendoza. Limita al norte con la Parroquia Leonardo Ruiz Pineda y la Parroquia José Vidal Marcano, al este con la Parroquia Juan Millán, al sur con la Parroquia Mariscal Antonio José de Sucre y al oeste con la Parroquia San José y el Estado Monagas. No posee acceso directo al mar.

### Lugares de interés
- Delfín Mendoza
- Guaisina
- Las Mulas
- Palo Blanco
- El Caigual
- Los Guires